# Olimpíadas de Física
As Olimpíadas de Física (OdF), em Portugal, constituem uma das mais conhecidas competições olímpicas no país, dividindo-se em dois escalões: Escalão A (9º ano de escolaridade) e Escalão B (11º ano). A fase nacional respeitante ao Escalão B, juntamente com a prova de seleção para as provas internacionais, apura atualmente cinco alunos portugueses para Olimpíada Internacional de Física e outros quatro para Olimpíada Iberoamericana de Física.
As primeiras Olimpíadas de Física portuguesas ocorreram em 1985.